# 㬊姓
㬊姓是中國一個非常罕見的姓氏，源於中國四川省仁壽村的暖姓，相傳是清初康熙帝御賜的姓氏。截至2022年已傳至十四代。